# Čínské sdružení pro rozvoj demokracie
Čínské sdružení pro rozvoj demokracie (CAPD; čínsky v českém přepisu Čung-kuo min-ču cchu-ťin-chuej, pchin-jinem Zhōngguó Mínzhǔ Cùjìnhuì, znaky zjednodušené 中国民主促进会, tradiční 中國民主促進會) je jednou z osmi menších politických stran v Čínské lidové republice působící pod vedením Komunistické strany Číny. Bylo založeno v roce 1945 jako sdružení intelektuálů a podnikatelů zabývajících se vzděláváním, kulturou a médii.
Koncem roku 2022 mělo Čínské sdružení pro rozvoj demokracie přibližně 192 000 členů, převážně kvalifikovaných odborníků pracujících ve školství a kultuře. Ve Všečínském shromáždění lidových zástupců zvoleném roku 2023 má 54 poslanců (z 2977), v jeho stálém výboru 7 poslanců (ze 175). V Čínském lidovém politickém poradním shromáždění má 45 zástupců (z 544 křesel přidělených politickým stranám).
Předsedou ústředního výboru Čínského sdružení pro rozvoj demokracie je od roku 2017 Cchaj Ta-feng. 

## Historie
Čínské sdružení pro rozvoj demokracie bylo založeno v prosinci 1945 v Šanghaji; hlavními zakladateli byli Ma Sü-lun, Wang Šao-čchao, Čou Ťien-žen, Sü Kuang-pching, Lin Chan-ta, Sü Po-sin, Čao Pchu-čchu, Lej Ťie-čchiung, Čeng Čen-tuo, Kche Ling a další. Jejich cílem bylo „prosazovat ducha demokracie a podporovat realizaci demokratické politiky v Číně“. Roku 1947 bylo sdružení kuomintangskými úřady zakázáno a přešlo do ilegality.
Na pozvání Komunistické strany Číny se v září 1949 zástupci sdružení Ma Sü-lun, Sü Kuang-pching, Čou Ťien-žen, Wang Šao-čchao a Lej Ťie-čchiung zúčastnili jednání Čínského lidového politického poradního shromáždění a podíleli se na zformulování společného programu přijatého shromážděním a sestavení ústřední lidové vlády. Od té doby zástupci Čínského sdružení pro rozvoj demokracie zastávali významné funkce v ústřední lidové vládě, mají zastoupení v Čínském lidovém politickém poradním shromáždění i v parlamentu (Všečínském shromáždění lidových zástupců). 
Během kulturní revoluce bylo sdružení nuceno přerušit činnost, po jejím skončení roku 1976 postupně obnovilo své aktivity. Podílí se na budování socialistické demokracie a právního systému, hájí zájmy učitelů, rozvíjí vzdělávací aktivity, vždy v souladu s politikou komunistické strany. Organizovalo program zmírňování chudoby v Chu-nanu a dohled nad environmentální ochranou řeky Jang-c’-ťiang v Ťiang-si, podílí se na kulturní výměně s Tchaj-wanem, Hongkongem a Macaem.

## Organizace a vedení
Nejvyšším orgánem Čínského sdružení pro rozvoj demokracie je celostátní sjezd, sjezd schvaluje stanovy strany, volí ústřední výbor a vyslechne zprávu o práci odstupujícího ústředního výboru. Ústřední výbor je nejvyšším orgánem strany mezi sjezdy, schází se každoročně a k běžnému řízení strany volí stálý výbor ústředního výboru, včetně jeho předsedy a místopředsedů.
Čínského sdružení pro rozvoj demokracie vydává měsíčník Demokracie (Min-ču, 民主), má vlastní nakladatelství (Nakladatelství Kchaj-ming).
Sdružení tvoří především kvalifikovaní odborníci pracující ve školství, vzdělávání a médiích a souvisejících oborech vědy a techniky. K červnu 1997 mělo sdružení více než 65 000 členů, z toho 74,3 % ze školství, 16,3 % z vědy a techniky, kultury, vydavatelství a zdravotnictví; 40 % členů byly ženy. Roku 2007 mělo 103 000 členů, k říjnu 2022 mělo sdružení kolem 192 000 členů.
Od ledna 1946 do dubna 1950 stáli v čele Čínského sdružení pro rozvoj demokracie výkonní předsedové rady sdružení: Ma Sü-lun (leden 1946 – duben 1950), Čchen S’-šeng (leden 1946 – únor 1947), Wang Šao-čchao (leden 1946 – duben 1950), Lin Chan-ta (leden 1946 – únor 1947) a Sü Kuang-pching (březen 1946– duben 1950).
Od roku 1950 je vedoucím představitelem sdružení předseda ústředního výboru Čínského sdružení pro rozvoj demokracie:
- Ma Sü-lun, duben 1950 – červenec 1966;
- neobsazeno, červenec 1966 –  říjen 1979;
- Čou Ťien-žen, říjen 1979 – červenec 1984;
- Jie Šeng-tchao, červenec 1984 – červen 1987;
- Lej Ťie-čchiung, červen 1987 – listopad 1997;
- Sü Ťia-lu, prosinec 1997 – prosinec 2007;
- Jen Ťün-čchi, prosinec 2007 – prosinec 2017;
- Cchaj Ta-feng, od prosince 2017.